# Erin Mackey
Erin Ashley Mackey (ur. 19 czerwca 1986 w Fullerton, Kalifornia) – amerykańska aktorka i piosenkarka.

## Życiorys
Erin Mackey urodziła się 19 czerwca 1986 roku w Fullerton, w stanie Kalifornia.

## Kariera
Erin po raz pierwszy wystąpiła w filmie w 1998 roku w produkcji Disneya pt. Nie wierzcie bliźniaczkom.
W 2004 roku ukończyła Fullerton Union High School i postanowiła kontynuować swoją pasję do teatru i rozpoczęła studia na Carnegie Mellon University.
Po pierwszym roku studiów Erin wzięła udział w przesłuchaniu do musicalu Wicked i zaproponowano jej rolę w krajowej produkcji koncertowej. Po kilku miesiącach tournée zaproponowano jej rolę w chicagowskiej grupie jako członkini zespołu i dublerka roli Glindy. 24 października 2006 roku, po sześciu miesiącach, zastąpiła aktorkę Stacie Morgain Lewis w jej roli.
W 2008 roku Erin przeniosła się do produkcji musicalu Wicked w Los Angeles i zastąpiła aktorkę Megan Hilty, która grała Glindę do 18 maja 2008 roku.

## Filmografia

### Filmy
- 1998: Nie wierzcie bliźniaczkom jako dublerka Hallie/Annie[5]
- 1999: Zaproszenie do Mary-Kate i Ashley na imprezę jako Jenna
- 2000: Mad Song
- 2015: Praktykant jako Jane
- 2016: CoExisting jako Harriet

### Seriale
- 2002: Family Affair jako Patricia (odc. No Small Parts)
  - Wczoraj jak dziś jako Bonnie (odc. Halloween Kiss)
- 2003: Greetings from Tucson jako Erica (odc. Ball and Chain)
- 2010: Zaprzysiężeni jako Rachel (odc. Re-Do)
- 2012: Plotkara jako Asystent castingu (odc. Salon of the Dead)

## Teatr
- 2006–2010: Wicked jako Glinda
- 2010: Sondheim on Sondheim
- 2011: Fantastyczny rejs jako Hope Harcourt
- 2012: Chaplin jako Oona O'Neill
- 2014: Sweeney Todd jako Johanna Barker
- 2014–2015: Amazing Grace jako Mary Catlett
- 2016–2017: In Transit jako Ali
- 2017: Sunday in the Park with George jako Dot
  - Annie jako Grace Farrell
- 2019: Wicked jako Glinda